# Agariste de Sicyone
Agariste (grec ancien : Ἀγαρίστη) (fl. VIe siècle avant l'ère commune, vers 560 avant l'ère commune) est la fille, et peut-être l'héritière, du tyran de Sicyone, Clisthène. 

## Biographie

### Mariage
Son père veut la marier  avec le « meilleur des Hellènes » : il organise donc un concours dont le prix est la main de sa fille. Il déclare que tous les hommes éligibles doivent se présenter à Sicyone dans les 60 jours. Douze concurrents participent et Clisthène les invite à un banquet. 
Clisthène choisit l'ancien archonte Hippocléide. Cependant, selon Hérodote, le lauréat est intoxiqué et se met à se comporter en imbécile. Par exemple, il donne des coups de pied dans les airs au rythme de la flûte. Lorsqu'Hippocléide est informé qu'il a « dansé loin de son épouse », sa réponse fut : οὐ φροντίς Ἱπποκλείδῃ, (« Cela importe peu à Hippocleides »). Le récit d'Hérodote peut être interprété comme un signe de débauche :  l'expression « danser la mariée » peut signifier « montrer ses testicules », ce qu'Hippocléide aurait fait devant les convives. 
Mégaclès, du clan Alcméonide, est alors désigné pour épouser Agariste.

### Descendance
Agariste et Mégaclès ont deux fils, Hippocrate et Clisthène, réformateur de la démocratie athénienne. Hippocrate est père d'un autre Megaclès (ostracisé en 486 avant l'ère). Agariste, fille d'Hippocrate, est mère de Périclès et d'Ariphon (père d'Hippocrate d'Athènes décédé 424 av. J.-C.). Le fils cadet Clisthène est peut-être père de Deinomache (ou Dinomache), mère d'Alcibiade (mort en 404 avant ère commune).  Agariste est donc ancêtre commune de Périclès et d'Alcibiade. Selon l'historien W. K. Lacey, Agariste est une épiclère, ou unique héritière qui devait avoir des enfants pour perpétuer la famille de son père.